# 松本暁司
松本 暁司（まつもと ぎょうじ、1934年8月13日 - 2019年9月2日）は、埼玉県浦和市（現さいたま市）出身の元サッカー選手、サッカー指導者。ポジションはゴールキーパー。
埼玉県教育委員会時代に、日本代表として国際Aマッチ1試合に出場した。

## 人物・来歴
大学卒業後に埼玉県教育委員会採用の高等学校教員として地方公務員となり、1963年に浦和市立南高等学校創立と同時に監督に就任。1969年には高校サッカー史上初の三冠（高校選手権、高校総体、国体）を成し遂げた。
かつては藤枝東の長池実、帝京の古沼貞雄らと共に並び称される名将と呼ばれ、また厳しい指導でも知られ「鬼松」と恐れられた。その評価は「名門校ではなく名指導者がいたから強かった」といわしめた。
その後、埼玉県サッカー協会会長、埼玉県フットサル連盟会長を歴任。教え子には、永井良和（浦和レッズレディース監督）、田嶋幸三（日本サッカー協会専務理事）、大熊清（日本代表コーチ）、森田英夫（日本体育大学監督）らがいる。
漫画「赤き血のイレブン」の松木天平のモデルである。
2019年9月2日、心臓疾患のため死去した。

## 所属クラブ
- 埼玉県立浦和高等学校
- 埼玉大学
- 埼玉教員
- 浦和サッカークラブ

## 指導歴
- 埼玉大学教育学部附属中学校
- 浦和市立南高等学校
- 日本ユース代表

## 代表歴

### 試合数
- 国際Aマッチ 1試合 0得点(1958)

| 日本代表 | 国際Aマッチ | 国際Aマッチ | その他 | その他 | 期間通算 | 期間通算 |
| 年       | 出場        | 得点        | 出場   | 得点   | 出場     | 得点     |
| -------- | ----------- | ----------- | ------ | ------ | -------- | -------- |
| 1958     | 1           | 0           | 1      | 0      | 2        | 0        |
| 1959     | 0           | 0           | 1      | 0      | 1        | 0        |
| 通算     | 1           | 0           | 2      | 0      | 3        | 0        |

### 出場
| No. | 開催日         | 開催都市         | スタジアム | 対戦相手 | 結果 | 監督     | 大会         |
| --- | -------------- | ---------------- | ---------- | -------- | ---- | -------- | ------------ |
| 1.  | 1958年12月28日 | クアラルンプール |            | マラヤ   | ●2-6 | 竹腰重丸 | 国際親善試合 |

## 註
1. ↑  “【高校サッカー百蹴年】名門校には必ず名監督…大会の歴史は指導者の歴史”.   日刊スポーツ (2022年1月9日). 2023年6月28日閲覧。
2. ↑  増田創至「「赤き血」今も--「満員の観客」思いはせ 漫画のモデル市立浦和南OBら」『朝日新聞』 2002年6月2日 31面。
3. ↑  “「赤き血のイレブン」モデルの元監督　松本暁司さん死去、85歳”. 毎日新聞 (毎日新聞社). (2019年9月3日) 2019年9月4日閲覧。{{cite news}}:  CS1メンテナンス: 先頭の0を省略したymd形式の日付 (カテゴリ)
4. ↑  “元日本代表GK松本暁司氏が死去…高校サッカー監督として3冠を達成”.   サッカーキング (2019年9月4日). 2021年1月19日閲覧。